# جیمی وب
جیمی وب (انگلیسی: Jimmy Webb؛ زادهٔ ۱۵ اوت ۱۹۴۶) ترانه‌سرا، آهنگ‌ساز، خواننده اهل ایالات متحده آمریکا است. وی از سال ۱۹۶۵ میلادی تاکنون مشغول فعالیت بوده‌است.